# Till

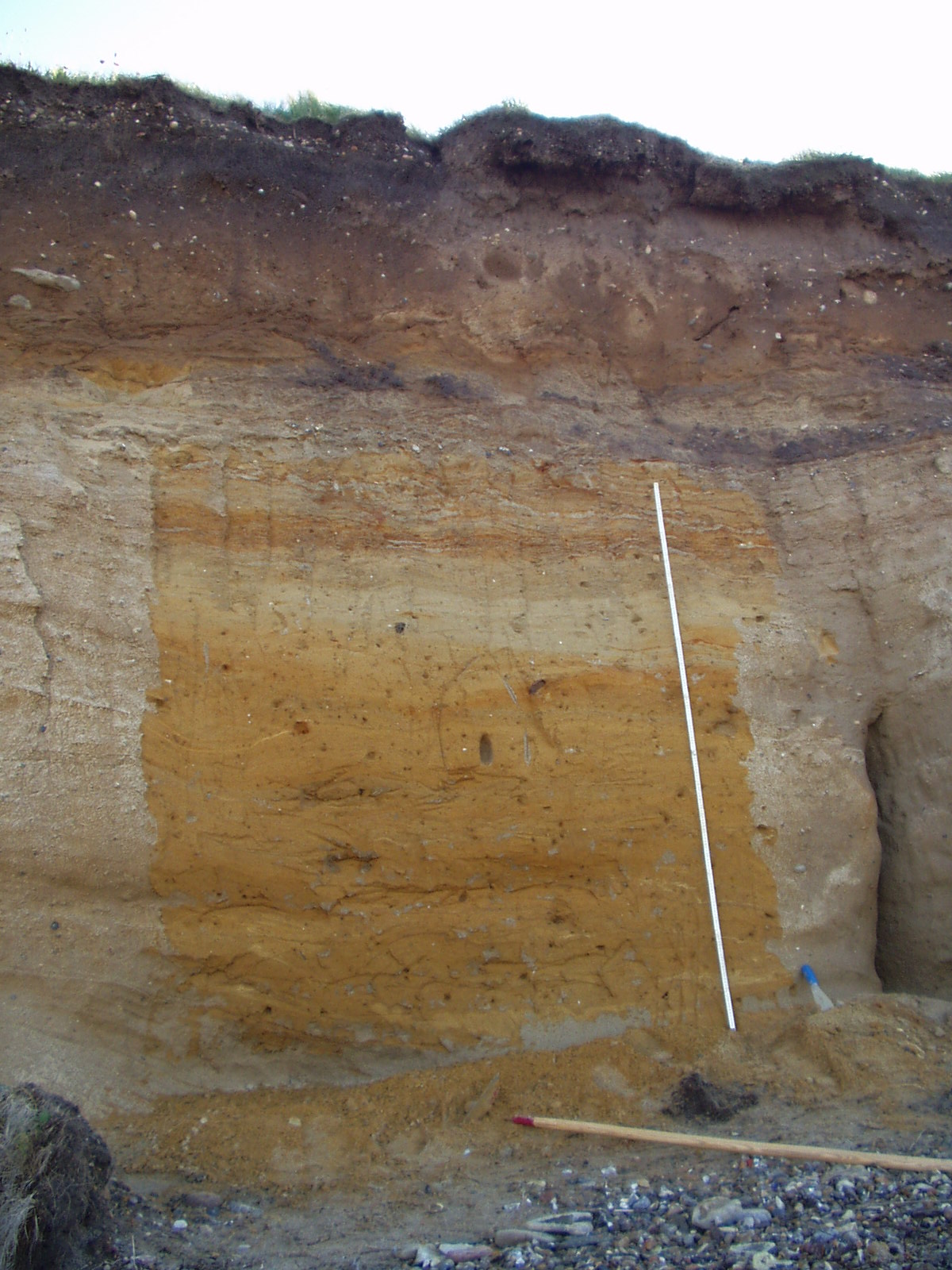
A pleisztocén korú tillréteg teteje csernozjommá alakult (Dánia)

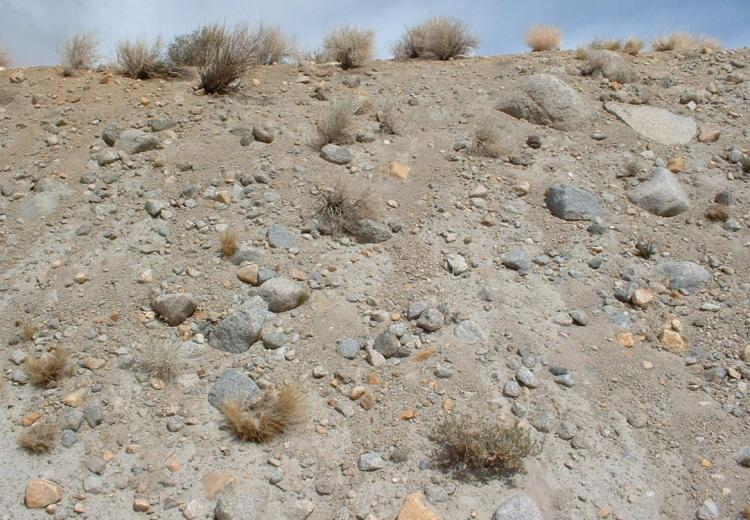
Útbevágásnál feltárult till

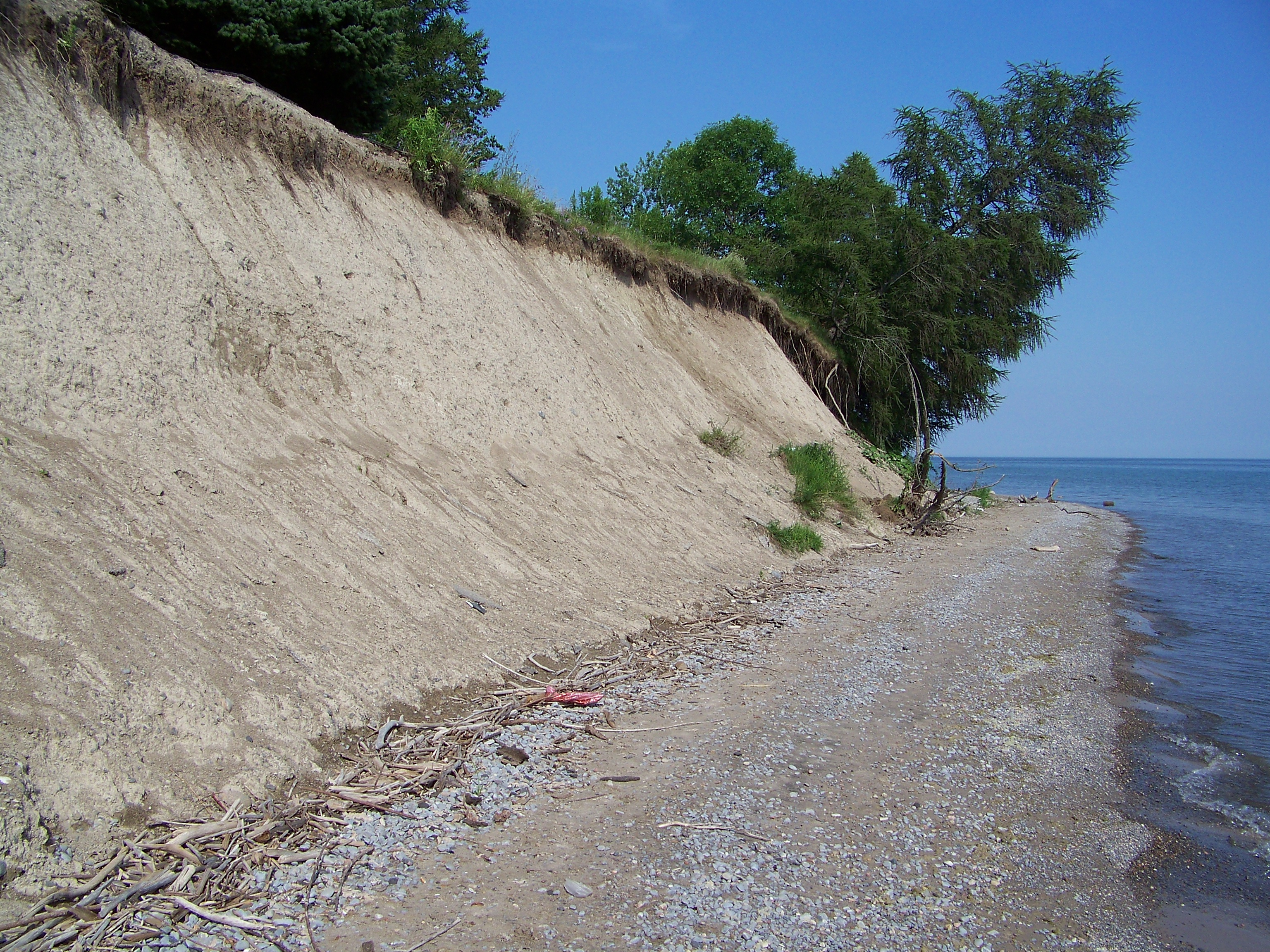
Durva kőzettörmelékben szegény, karbonátos kőzetből származó finomszemcsés till Délkelet-Kanadában (Ontario)

A till szűkebb értelemben a jégpajzs fenékmorénája. Tágabb értelemben időnként tillnek nevezik a gleccserek különböző (főleg fenék-) morénáját is. A pleisztocénban keletkezett vagy fiatalabb till napjainkban laza törmelékes üledék, a korábbi eljegesedések kőzetté alakult tilljei a tillitek.

## Keletkezése
A jégtakaró az alatta települő kőzeteket lecsiszolja; ez a pusztító munka az exaráció. A folyamatosan aprózódó kőzettörmeléket a fenékmorénában magával sodorja. A jégpajzs elolvadása után, illetve a gleccser végén, az állandó jég határán osztályozatlan, laza üledék marad vissza. Az eredeti tillben csak akkor van agyag, ha a jégár agyagos kőzeteket is letarolt, mivel a hideg éghajlaton az agyagásványokat eredményező mállás nagyon lassú. Hasonló okokból meszes kötőanyag sem alakul ki, ezért a tillitek közt nincs márga és márgás–agyagos cementációt sem találunk.
A tillitek agyag-, illetve mésztartalma az éghajlat felmelegedését és a mállás felgyorsulását (elsősorban a talajosodást) jelzi.
Eróziósan áthalmozott változata az ún. másodlagos till, ami kőzettanilag egyaránt lehet iszap, lösz, homok és kavics.

## Összetétele, szerkezete
Anyaga vegyes; benne a különböző helyekről származó kőzetdarabok keverednek. Teljesen osztályozatlan; törmelékanyaga rosszul koptatott. Jellemző szemcsemérete nincs, az átlagos szemnagyság a jégpajzs belsejétől a peremek felé haladva csökken.

## Tillit
A rá települő rétegek nyomása (és a hőmérséklet) hatására a till idővel kőzetté alakul át. A tillit a fentieknek megfelelően osztályozatlan üledékes kőzet. Szövete jellemzően szalagos-sávos.

### Földtani jelentősége
A tillitek jól azonosítható vezérszintekként megbízhatóan jelzik a régi korok eljegesedéseit, ekképp a rétegsorok párhuzamosításának és a paleoklíma (ősi eljegesedések) rekonstruálásának egyaránt fontos eszközei. Az Atlanti-óceán átellenes partjain (Észak-Amerikában és Európában, illetve Dél-Amerikában és Afrikában) települő tillitek elterjedési területeinek összeilleszthetősége a kontinensvándorlás elméletének fontos bizonyítéka volt. Lerakódásaikat az őket létrehozó egykori jégpajzsokról nevezték el.
A legismertebb tillites szintek:
- a középső algonkiumban lerakódott gowganda tillit a kanadai Cobalt-formációban;
- a dél-afrikai dwyka tillit a permokarbon eljegesedés terméke.

## Fordítás
- Ez a szócikk részben vagy egészben  a   till című angol Wikipédia-szócikk ezen változatának fordításán alapul.  Az eredeti cikk szerkesztőit annak laptörténete sorolja fel. Ez a jelzés csupán a megfogalmazás eredetét és a szerzői jogokat jelzi, nem szolgál a cikkben szereplő információk forrásmegjelöléseként.